# Bas-Rhin
Bas-Rhin (67) (Duits: Unterelsass of Niederelsass) is een Frans departement.
Op 1 januari 2021 zijn de departementsraden van Bas- en Haut-Rhin gefuseerd tot de Conseil départemental d'Alsace.

## Geschiedenis
Het departement werd gecreëerd tijdens de Franse Revolutie, op 4 maart 1790 door uitvoering van de wet van 22 december 1789, vertrekkend van de helft van het noorden van de provincie Alsace (Elzas) (Basse-Alsace). Haut-Rhin is de zuidelijke helft.
De grenzen van Bas-Rhin veranderden regelmatig door de veelvuldige herschikkingen :
- In 1793 werden de graafschappen Drulingen en Sarrewerden geannexeerd door Frankrijk.
- In 1795 werd de regio Schirmeck weggenomen en terug toegewezen aan Vosges.
- In 1808 werden de gebieden ten oosten van de Rijn terug aangesloten, in het bijzonder de stad Kehl.
- In 1814 gingen alle gebieden ten oosten van de Rijn verloren, maar kwamen de gebieden ten noorden van de Lauter erbij, in het bijzonder de stad Landau.
- In 1815 gingen alle gebieden ten noorden van de Lauter verloren.
- In 1871 werd het gebied volledig geannexeerd door Duitsland (Verdrag van Frankfurt).
- In 1919 werd het gebied opnieuw Frans (Verdrag van Versailles) en men heroverde eveneens de gebieden die Duitsland had genomen van het departement Vosges in 1871 (de kantons Schirmeck en Saales).

Als gevolg van de Duitse annexatie kent het departement Bas-Rhin, net als de departementen Haut-Rhin en Moselle, nog enkele van de rest van Frankrijk afwijkende wetsbepalingen, met name op het gebied van de scheiding van kerk en staat. Deze afwijkingen staan beschreven in het lemma Elzas-Lotharingen.

## Geografie
Het departement Bas-Rhin maakt deel uit van de regio Grand Est.
Het departement grenst in het zuiden aan de departementen van Haut-Rhin, in het zuidwesten aan Vosges en Meurthe-et-Moselle, in het westen aan Moselle, eveneens met Duitsland in het oosten via de Rijn en in het noorden.
Bas-Rhin bestaat uit vijf arrondissementen:
- Haguenau-Wissembourg
- Molsheim
- Saverne
- Sélestat-Erstein
- Strasbourg

Bas-Rhin bestaat uit 23 kantons:
- Kantons van Bas-Rhin.

Bas-Rhin bestaat uit 526 gemeenten:
- Lijst van gemeenten in het departement Bas-Rhin

## Demografie
De inwoners van Bas-Rhin heten Bas-Rhinois.

### Demografische evolutie sinds 1962
| Naam       | Index 1962 | Index 1968 | Index 1975 | Index 1982 | Index 1990 | Index 1999 | Index 2008 | Index 2019 |
| ---------- | ---------- | ---------- | ---------- | ---------- | ---------- | ---------- | ---------- | ---------- |
| Bas-Rhin   | 100,0      | 107,4      | 114,5      | 118,9      | 123,7      | 133,2      | 141,7      | 148,0      |
| Frankrijk* | 100,0      | 107,1      | 113,3      | 117,0      | 121,9      | 126,0      | 133,8      | 140,1      |

| Naam       | Inw./Km² 1962 | Inw./km² 1968 | Inw./km² 1975 | Inw./km² 1982 | Inw./km² 1990 | Inw./km² 1999 | Inw./km² 2008 | Inw./km² 2019 |
| ---------- | ------------- | ------------- | ------------- | ------------- | ------------- | ------------- | ------------- | ------------- |
| Bas-Rhin   | 162,0         | 174,0         | 185,5         | 192,6         | 200,4         | 215,8         | 229,4         | 239,8         |
| Frankrijk* | 84,2          | 90,1          | 95,4          | 98,5          | 102,7         | 106,1         | 112,7         | 119,7         |

Frankrijk* = exclusief overzeese gebieden
Bron: Recensement Populaire INSEE - 1962 tot 1999 population sans doubles comptes, nadien Population Municipale
Op 1 januari 2022 had Bas-Rhin 1.156.963 inwoners.

### De 10 grootste gemeenten in het departement
| #  | Gemeente               | Aantal inwoners (2022) |
| -- | ---------------------- | ---------------------- |
| 1  | Straatsburg            | 291.709                |
| 2  | Haguenau               | 36.070                 |
| 3  | Schiltigheim           | 34.382                 |
| 4  | Illkirch-Graffenstaden | 27.339                 |
| 5  | Lingolsheim            | 20.683                 |
| 6  | Sélestat               | 19.523                 |
| 7  | Bischheim              | 18.289                 |
| 8  | Ostwald                | 13.492                 |
| 9  | Obernai                | 12.303                 |
| 10 | Bischwiller            | 12.211                 |

## Afbeeldingen

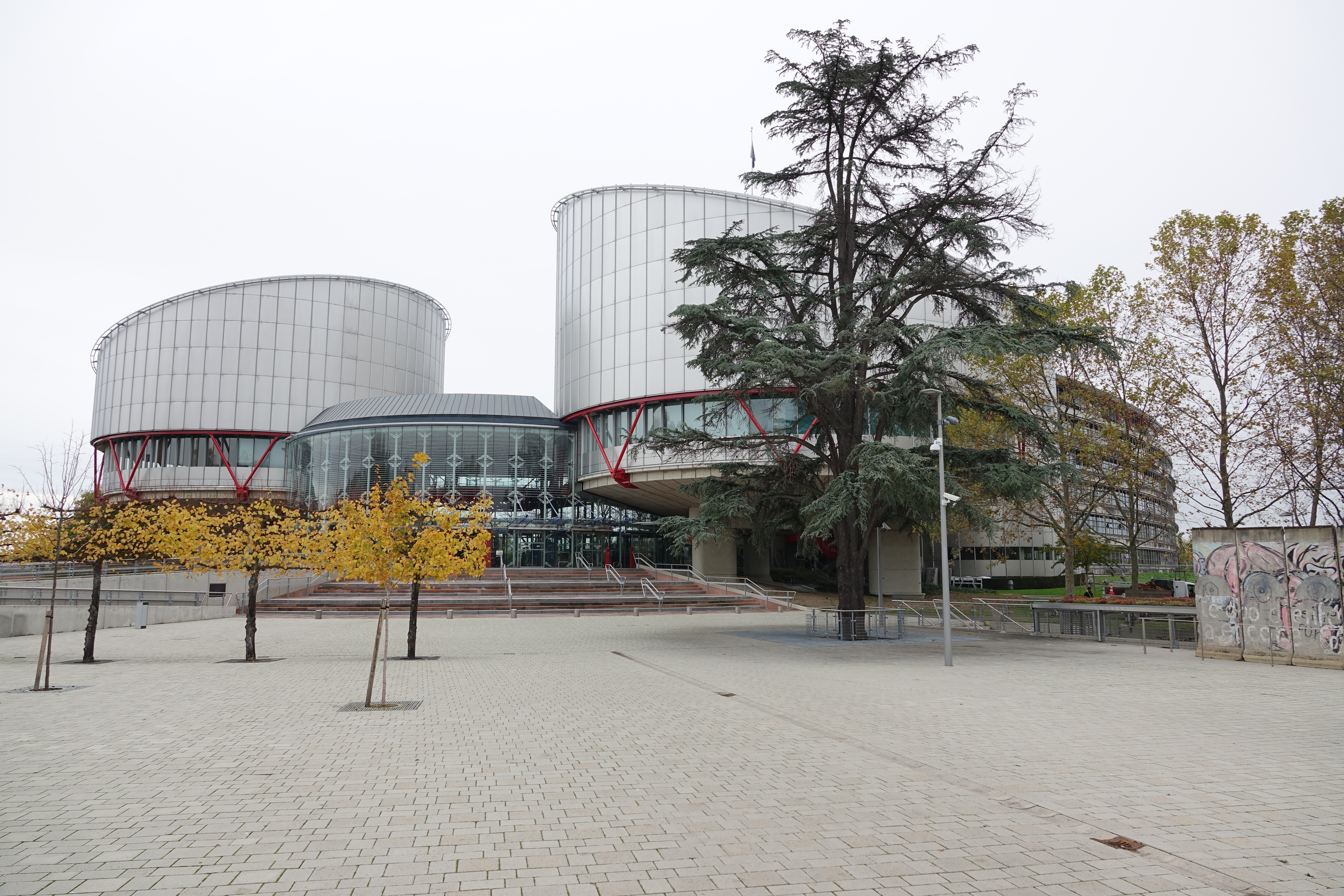
Europees Hof voor de Rechten van de Mens, Straatsburg
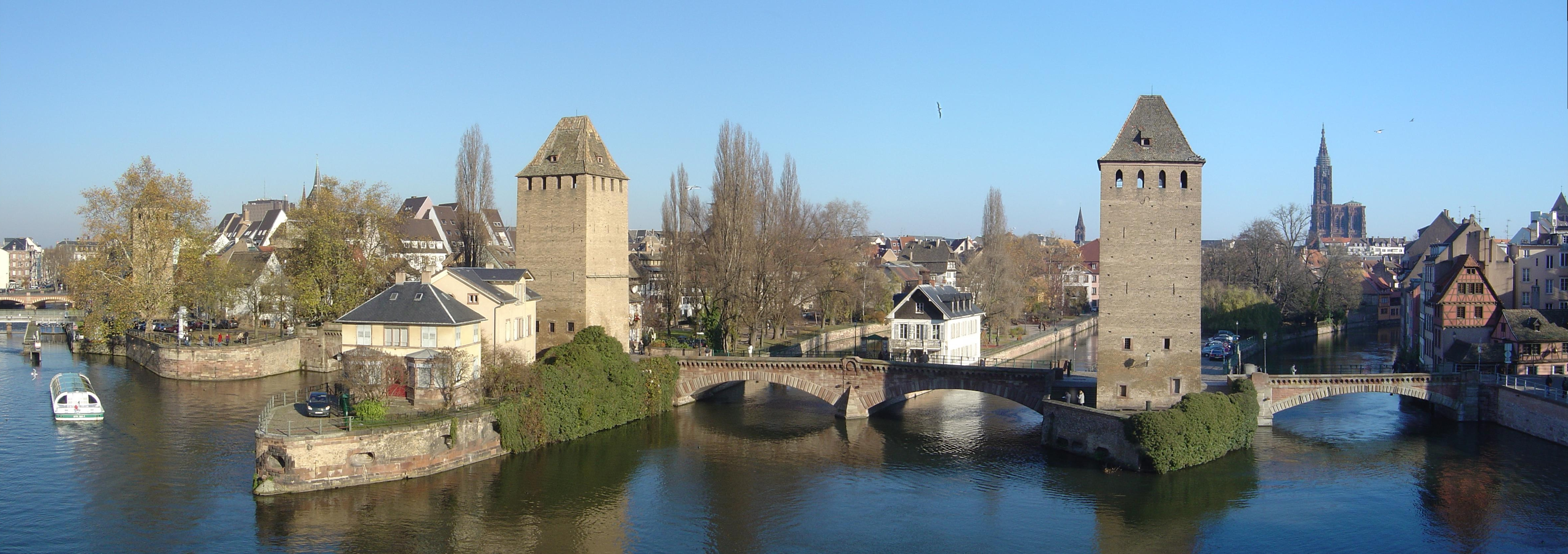
Petite France, Straatsburg
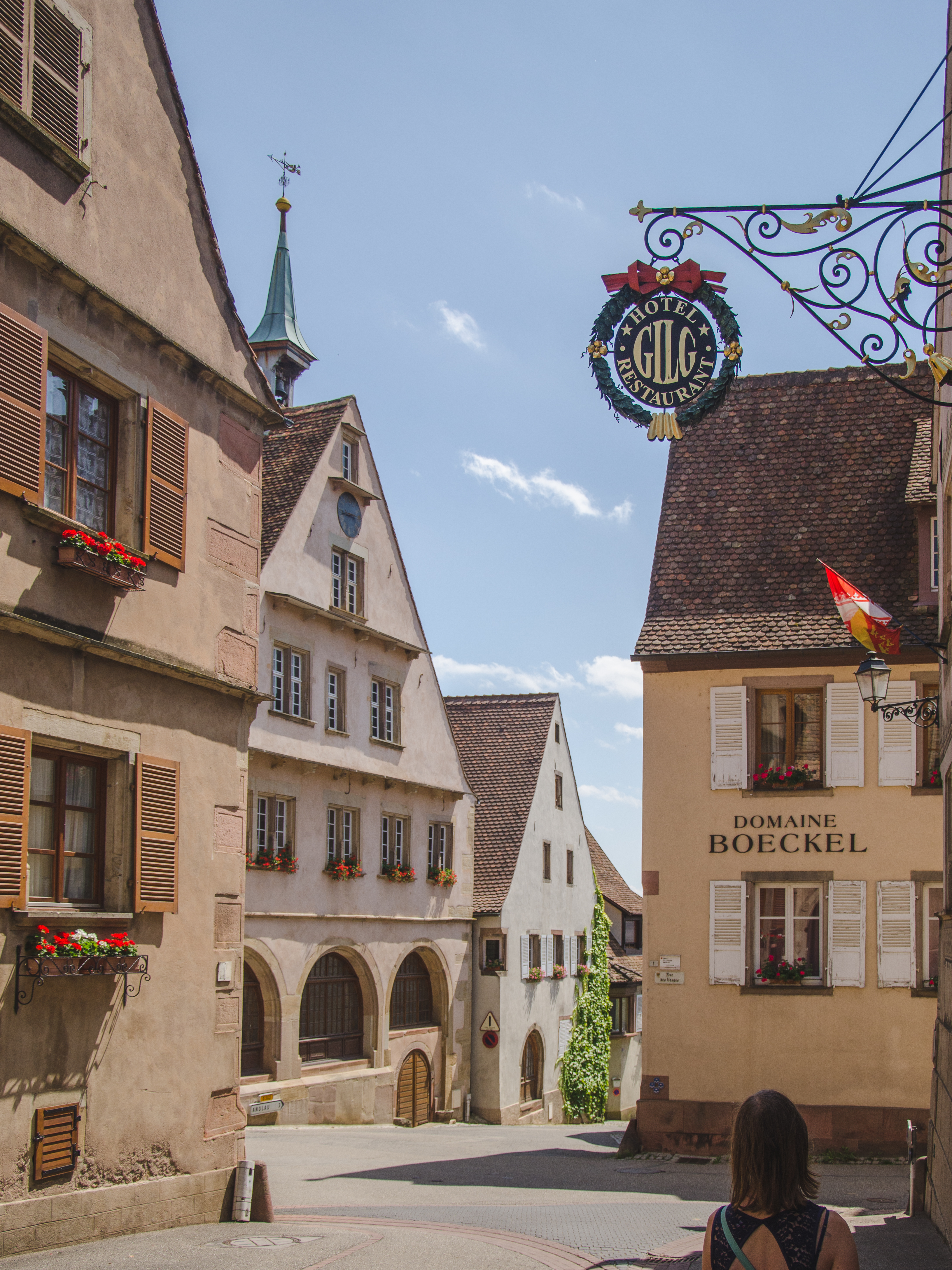
Mittelbergheim
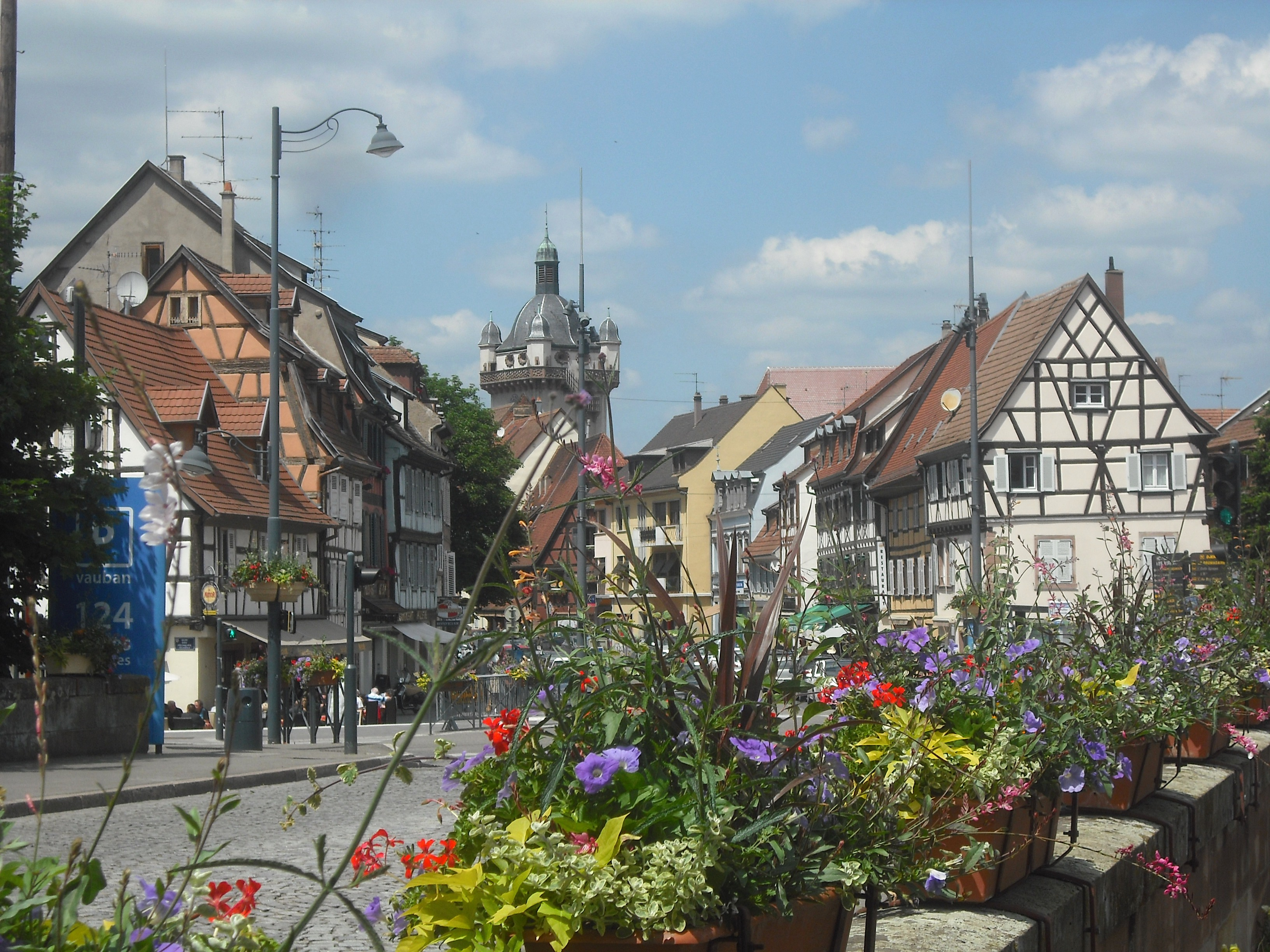
Sélestat

01 Ain · 02 Aisne · 03 Allier · 04 Alpes-de-Haute-Provence · 05 Hautes-Alpes · 06 Alpes-Maritimes · 07 Ardèche · 08 Ardennes · 09 Ariège · 10 Aube · 11 Aude · 12 Aveyron · 13 Bouches-du-Rhône · 14 Calvados · 15 Cantal · 16 Charente · 17 Charente-Maritime · 18 Cher · 19 Corrèze · 2A Corse-du-Sud · 2B Haute-Corse · 21 Côte-d'Or · 22 Côtes-d'Armor · 23 Creuse · 24 Dordogne · 25 Doubs · 26 Drôme · 27 Eure · 28 Eure-et-Loir · 29 Finistère · 30 Gard · 31 Haute-Garonne · 32 Gers · 33 Gironde · 34 Hérault · 35 Ille-et-Vilaine · 36 Indre · 37 Indre-et-Loire · 38 Isère · 39 Jura · 40 Landes · 41 Loir-et-Cher · 42 Loire · 43 Haute-Loire · 44 Loire-Atlantique · 45 Loiret · 46 Lot · 47 Lot-et-Garonne · 48 Lozère · 49 Maine-et-Loire · 50 Manche · 51 Marne · 52 Haute-Marne · 53 Mayenne · 54 Meurthe-et-Moselle · 55 Meuse · 56 Morbihan · 57 Moselle · 58 Nièvre · 59 Noorderdepartement · 60 Oise · 61 Orne · 62 Pas-de-Calais · 63 Puy-de-Dôme · 64 Pyrénées-Atlantiques · 65 Hautes-Pyrénées · 66 Pyrénées-Orientales · 67 Bas-Rhin · 68 Haut-Rhin · 69D Rhône · 69M Métropole de Lyon · 70 Haute-Saône · 71 Saône-et-Loire · 72 Sarthe · 73 Savoie · 74 Haute-Savoie · 75 Parijs · 76 Seine-Maritime · 77 Seine-et-Marne · 78 Yvelines · 79 Deux-Sèvres · 80 Somme · 81 Tarn · 82 Tarn-et-Garonne · 83 Var · 84 Vaucluse · 85 Vendée · 86 Vienne · 87 Haute-Vienne · 88 Vosges · 89 Yonne · 90 Territoire de Belfort  · 91 Essonne · 92 Hauts-de-Seine · 93 Seine-Saint-Denis · 94 Val-de-Marne · 95 Val-d'Oise
Départements d'outre-mer: 971 Guadeloupe · 972 Martinique · 973 Guyane · 974 Réunion · 976 Mayotte